# 心電図
心電図（しんでんず、英: electrocardiogram, ECG、独: Elektrokardiogramm, EKG）は、心臓の電気的な活動の様子をグラフの形に記録することで、心疾患の診断と治療に役立てるものである。心臓のみの筋電図とも言える。電気生理学的検査の代表的なものであり、日常診療で広く利用されている。

心電図は、心臓の電気的活動の様子を記録する

心電図は1903年にオランダの生理学者ウィレム・アイントホーフェンによって検流計で測定された。彼はこの業績によって1924年、ノーベル生理学・医学賞を授与されている。日本には内科学者の呉建により導入された。

## 標準化
相互運用性を進めるにあたりMFERを用いて継続的な心電図波形利用および医療施設間情報連携の実現に向けて国際標準規格（ISO）への標準化作業も進めてきた。SO/TS 11073 - 92001:2007 Health informatics - Medical waveform format - Part 92001: Encoding rulesなどの文書になっている。

## 記録方法

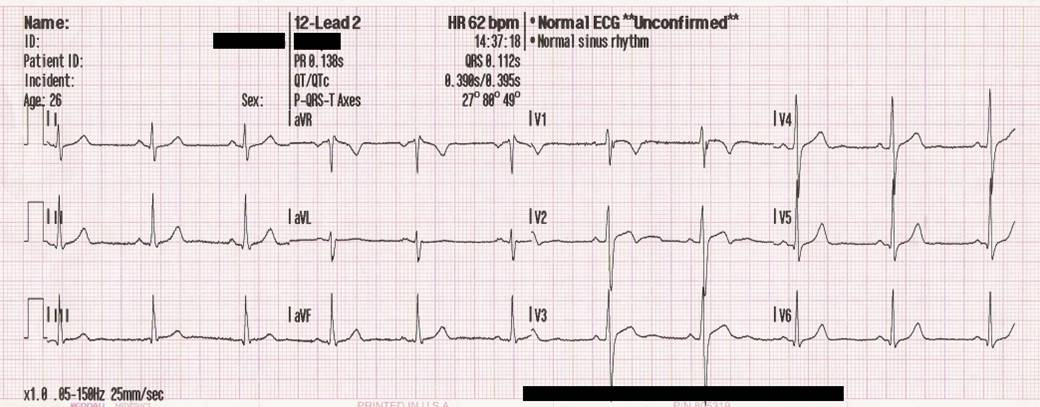
26歳の男性の12誘導心電図。不完全性右脚ブロックがある。

心電図の記録法は、電極を生体のどこに取り付けるかによって分類することができる。
12誘導心電図
最も一般的な心電図で、四肢に取り付ける肢誘導4本と、胸部に取り付ける胸部誘導6本からなる。肢誘導から6種の波形を導出し、また肢誘導全体を不関電極として胸部誘導それぞれから1種ずつの波形を導出するため、計12種の波形が記録される。詳細は後述する。
食道内心電図
体外に電極を取り付ける場合、心臓の背側にある心房や洞結節の電気的活動は捉えにくい。そこで、心臓の背側を通る食道に胃カメラの要領で電極プローブを挿入して記録したものが食道内心電図である。徐脈性不整脈の診断に威力を発揮する。
心室内心電図
心カテーテル検査の際には、心室や心房の内側に電極をあてて活動を記録することができる。電気信号の伝導路は心臓の内側を走るため伝達の様子を詳細に調べられるほか、電気刺激を与えてその影響を直接観察することも可能である。不正な伝導路を焼灼するカテーテルアブレーション療法では、焼灼部位の決定にも治療効果の確認にもこの心電図が欠かせない。
心電図モニタ
後述。

## 検査方法
心臓の働きは全身のエネルギー消費や生活リズム等とともに変化する。このため、診断時の必要性に応じて様々な条件の下で心電図を記録することが臨床上有効である。
安静時心電図
落ち着いた状態で臥床して記録する心電図。通常は12誘導である。体を動かしているときは筋肉の電気的活動（筋電図）が混入してしまうため、力を抜いて純粋な心電波形を記録することが望まれる。
負荷心電図
運動することで心臓に負荷を与え、その直後の心電図を記録する検査である。狭心症、特に労作時狭心症の診断に有効である。どの程度の運動負荷を与えるかは標準化された計算方式があり、その何倍の負荷を与えるかでマスターシングル、マスターダブルなどと表現する。運動負荷のほか、薬物負荷で代用することもできる。
ホルター心電図
時折しか出現しない不整脈を捉えるため、携帯式の心電計を24時間装着して記録したもの。解析はある程度自動化されている。
胎児心電図
産科領域では、母体の腹壁に電極をつけ得られた波形からデジタル解析によって胎児心電図を描出する技術が開発され、先天性心疾患の診断や、産科医療に役立てられている。

## 検査の手順

### 12誘導心電図の電極装着点

#### 単極肢誘導
- 医療の教育現場では、伝統的に「秋吉久美子」という語呂合わせで覚えられている。
- 即ち、右手首が赤、左手首が黄色、右足首が黒（中性電極）、左足首が緑である。この順に「あきよしくみこ」と呼ぶ。
- 四肢の震え等によってノイズを生じやすい。その対策として、四肢の近位に電極を装着するという技法もあるが、左上肢に限っては心ベクトルの変動をもたらすので好ましくない[1]。

#### 単極胸部誘導
- 最近はアキミチャグム、アキミチャンクロデムラムラ、アキミチャンコクシ、或いはセキグチクンと覚えられている。これは赤黄緑茶黒紫を無理やり読んだものである。
- V1が第4肋間胸骨右縁で赤、V2が第4肋間胸骨左縁で黄色、V3がV2とV4の結合線の中点で緑、V4が鎖骨中線と第5肋間を横切る水平線との交点で茶色、V5がV4の高さの水平線と前腋窩線との交点で黒、V6がV4の高さの水平線と中腋窩線との交点で紫である。
- V1、V2が右室、V3、V4が心室中隔付近、V5、V6が左室を反映している考えられている。
- 右室梗塞など、右室の状態を詳しく知りたいときは、V3、V4、V5、V6と胸骨を挟んで対称の位置にV3R、V4R、V5R、V6Rが用いられる。
- 上記の電極部位は、あくまで「心臓を中心で輪切りにした電気的活動を知りたい」と言う本法の目的に沿っていなくてはならない。V1〜V6の電極の配置は出来るだけ体軸に鉛直で一直線状に並んでいる事が望ましい。しかし、年余に渡る経時的なフォローアップではマーキングにも限界があり、上記のようなランドマーク法を用いる事もやむを得ない[1]。
- また、著しい肥満の患者や乳房の大きい患者においては、上記のランドマーク法を用いても電極の位置が決め難く、その再現性が貧弱であることもある。巨乳の患者においてはあえて乳房の下部の胸壁に電極をずらす必要は無く、むしろ乳房からの反射波によって心電図の電気信号が打ち消されて判読が困難になることすらある[1]。

## 12誘導心電図
12誘導の考え方とその所見について概説する。
デカルトは著作の中で、円の中心をO（オー）として、円周上の点をP、Q、R、S、T、……と順に図示した。アイントーベンもこれに習い、心電図においてP波〜T波と名づけたとされる。

### 四肢誘導
心臓を伝わる電気信号を、体の前面と水平な面（前額面）にプロットするために、四肢に電極を取り付ける。右手、左手、両足の付け根はそれぞれ心臓をほぼ正三角形に取り囲んでいると考え、この三角形はアイントーベン（開発者アイントーフェンの英語読み）の三角形と呼ばれる。通常、下肢は左足が直接心電図をとるための電極として使用され、右足は中性電極とされる。両上肢のあいだで起きた電位差（I誘導）、右上肢と下肢のあいだの電位差（II誘導）、左上肢と下肢のあいだの電位差（III誘導）をそれぞれ三角形の上にプロットすると、電位の2次元的な向きが浮かび上がることになる。通常この向きは体の左下方向であるのが正常で、左上方向に偏っているのは左軸偏位、右方向に偏っているのは右軸偏位という所見である。
また、肢誘導すべてを不関電極として、個々の電極から導出された波形それぞれも記録される。
右上肢からのもの（VR誘導）は心臓の右側壁〜後面、左上肢からのもの（VL誘導）は左側壁、下肢からのもの（VF誘導）は後面の心筋の電気的興奮を反映すると言われる。
それぞれ、不関電極を「肢誘導すべて」ではなく「導出電極以外の電極すべて」とすることで増幅ができ、こうして増幅されたaVR、aVL、aVFが一般的に用いられる。

### 胸部誘導
前胸部から左胸壁にかけて6個の電極を貼り付けることで、心臓を水平に切った断面での電気信号の方向を観察するほか、心臓前面での心筋の興奮状態を捉える。
不関電極は、肢誘導すべてである。
貼り付ける位置は、V1誘導（赤）が第4肋間胸骨右縁、V2誘導（黄）が第4肋間胸骨左縁、V3誘導（緑）がV2とV4の中間地点、V4誘導（茶）が第5肋間鎖骨中線上、V5誘導（黒）が第5肋間前腋窩線上、V6誘導（紫）が第5肋間中腋窩線上である（赤黄緑茶黒紫という順の覚え方で「アキミちゃん国試」という語呂合わせは有名）。
なお、右胸心の場合や、右心室の心筋梗塞（右心梗塞）の診断を行う場合には、右側の同位置に貼り付け、それぞれV3R〜V6Rなどと表現する。
最も大きな波（後述するQRS波）の向きは、V1では下向きのS波、V6では上向きのR波が大きくなっており、V1〜V6のあいだで段階的に高さが変化して移行していく。ちょうどR波とS波の大きさが等しくなるのがV3からV4のあたりであり、移行帯という。移行帯の変化は心室中隔付近の向きが変わっていることを意味する。V1側に偏っていれば左回転（反時計方向回転）、V6側に偏っていれば右回転（時計方向回転）という。

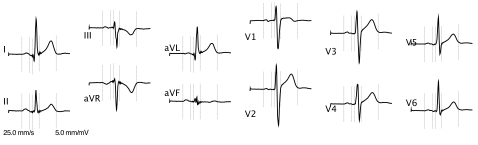
12誘導心電図

## 心電図モニタ

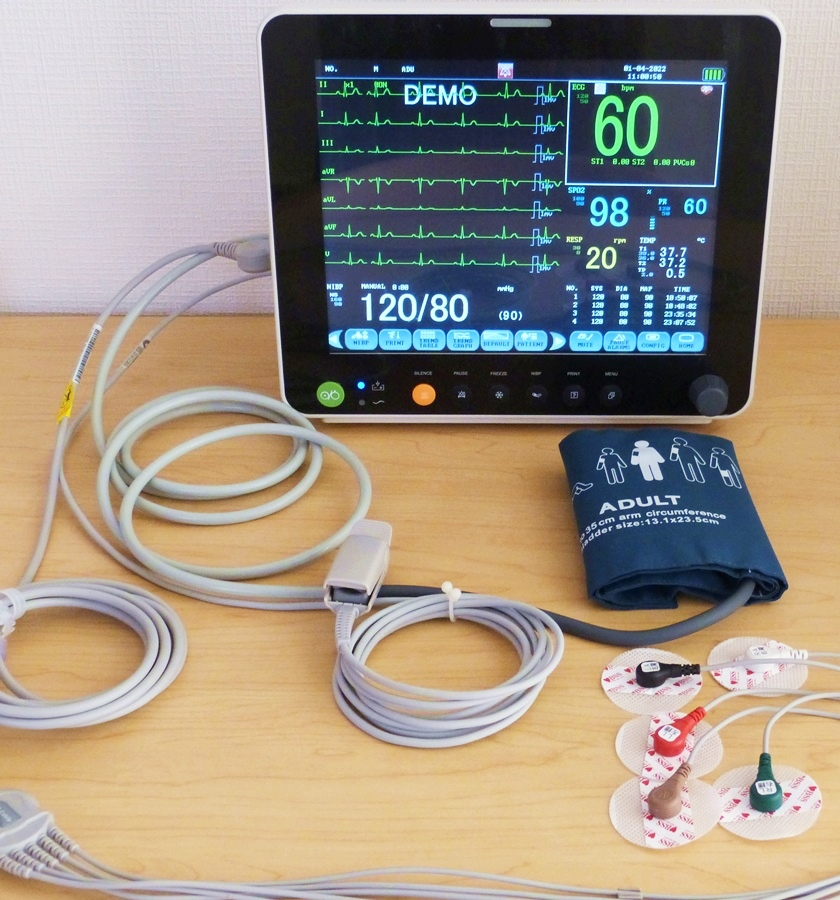
循環器科の 5点誘導式 患者モニタ
7つの波形（方向）から心臓の異常を監視できる

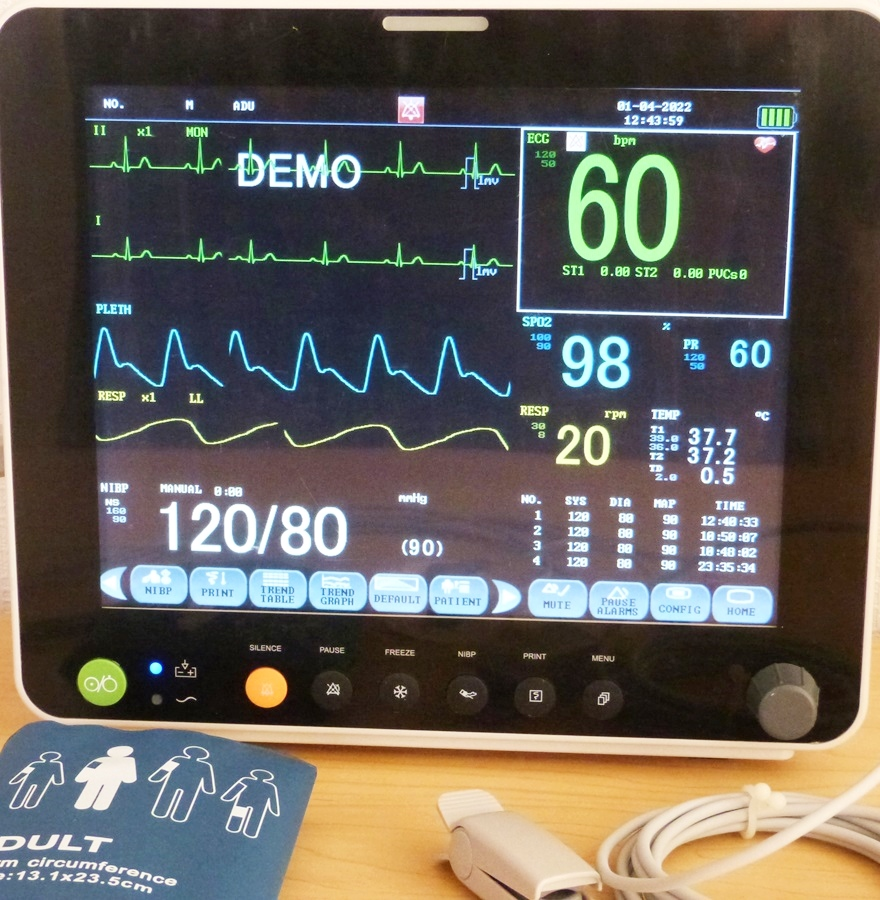
患者モニタの画面
（表示画面はデモンストレーション モード）

病院に収容中の患者や、救急車やドクターカーで搬送中の傷病者に対してバイタルサイン（1チャネルあるいはそれ以上の心電図、心拍数、血圧、体温、呼吸数、血中酸素飽和度など）を持続的に監視するための医療機器。3個または5個の電極を胸部に貼り付ける。
電極が3個の機種は3点誘導式、5個の機種は5点誘導式であり、循環器科や救急科、手術室、集中治療室（ICU）などでは基本的に、複数の方向から心臓の異常を監視できる5点誘導式の機種を使用する。
一般病棟などで使用する3点誘導式の機種は最低限の（限定的な）情報しか得られない。

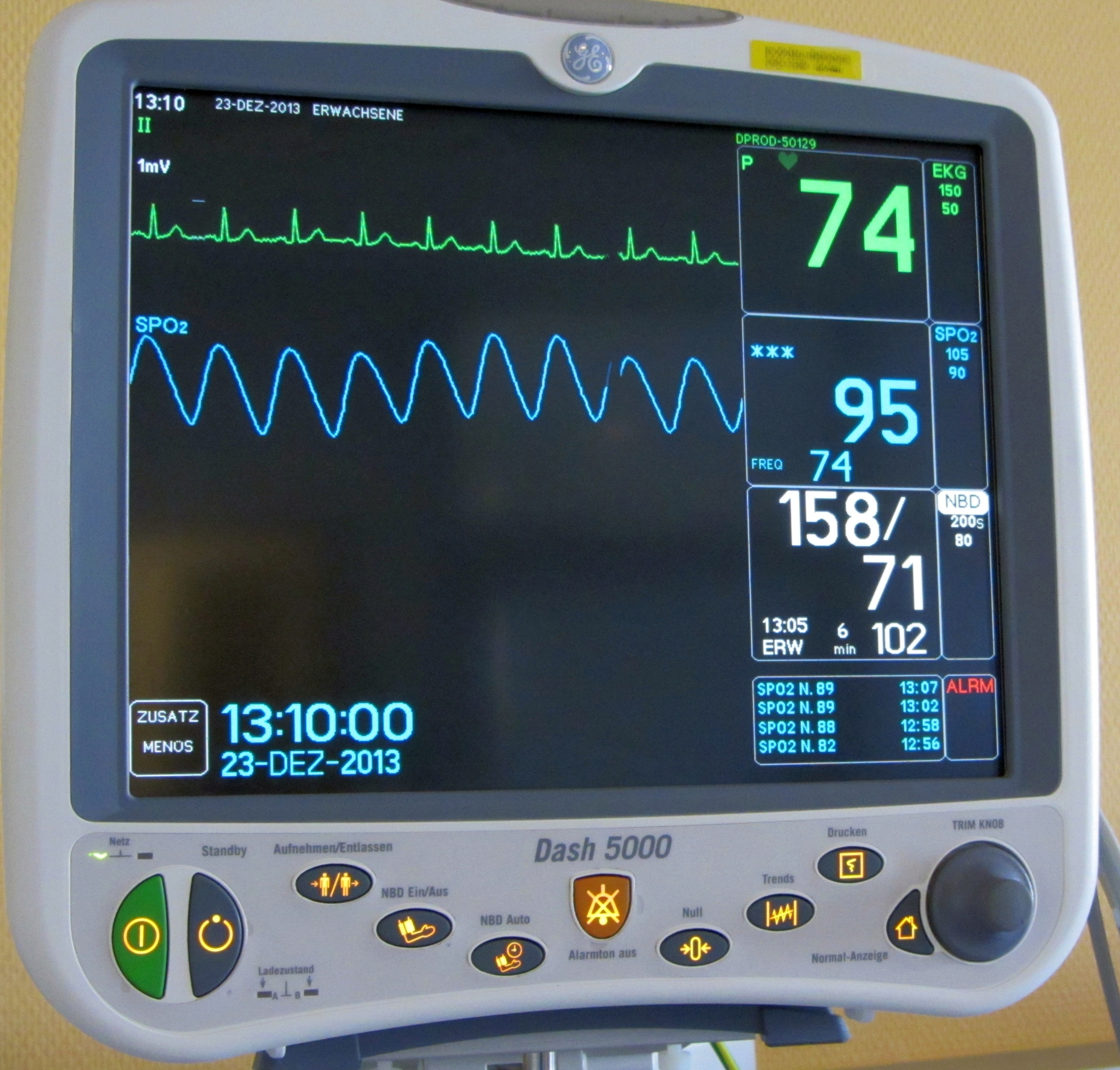
一般病棟の 3点誘導式モニター

心電図モニタ、ハートモニタとも呼ばれており、測定項目は心電図・血圧・脈拍・呼吸パターンなどが重要であるが、なんといっても心電図が生体情報モニタリングの中心である。 侵襲性がない（患者の体を傷つけずに検査できる）ため、対象は心疾患に限らず呼吸器疾患、絶対安静の患者、その他急変の可能性が無視できないすべての患者に用いられる。
患者の心電図を長時間にわたり連続モニタするため、液晶画面などの表示装置に、心電図、心拍数などを表示し、必要によっては警報を発することを主な機能とする最も基本的な生体情報モニタである。
全身状態の不安定な患者が入院しているときや手術中などは、脈拍など最低限のバイタルサインを監視するためにも簡易な心電図モニタを利用する。 心筋梗塞や高カリウム血症の波形をいち早く捉えることができるケースもあるが、通常は心拍頻度を監視する程度であってモニタの示す波形そのものは診断の参考として用いられる。
容態の安定している患者であれば II誘導（心臓内の大まかな興奮の流れに沿ったベクトル）のみの監視で良いが、冠動脈疾患の場合はすべての肢誘導と前胸壁誘導1個を装着し、責任病変が判明していればそれによって心電図変化が最も出やすい誘導を監視する。
- 右冠動脈：II、III、aVF
- 左冠動脈：V1、V2、V3、V4
- 左回旋枝：I、aVL、V5、V6

心電図モニタは、患者に小型の送信機を装着して、無線テレメトリー方式でモニタ本体まで送信する装置が普及している。歩行可能な患者であれば、移動中の心電図もモニタできることなどのメリットがある。また、心電図のスクリーニング用として24時間の心電図を電子メモリーに記憶できるホルタ心電計がある。通常の心電図モニタでは検知しにくい不整脈の検出などに役立つ。
最近の心電図モニタは、ME技術の急速な進歩により、
- 機能、性能の向上
- 安全性、信頼性の向上
- 小型化、軽量化

などが図られ、その使用場所も一般病棟をはじめ集中治療室（ICU）、内科系集中治療室（CCU）、手術室などに広がってきている。

## ホルター心電計
ホルター心電計は、24時間以上に亘る日常生活中の心電図を間歇的もしくは連続的に記録・保存し、それを数分から10数分という高速で再生して心電図を得る装置で、その心電図はホルター心電図と呼ばれる。通常の安静時心電図には現れない一過性不整脈の検出、狭心症の診断、人工ペースメーカーの機能の判定などに利用される。
最新の装置ではp-R間隔が測定出来るため房室ブロックの発見、そして心電図波形から呼吸が分かるため睡眠時の無呼吸などを発見しやすくなった。また最近では心電図のほかに血圧、Sp02、呼吸波形、気管音、体位など記録できるものも開発され、臓器障害の発症の予測、睡眠時無呼吸症の検査などにも利用されるようになった。
各種状態（就寝・起床・食事・排尿・排便・服薬・飲酒・喫煙、安静・休息中、労作・運動・歩行中、乗車・運転中、胸痛・動悸・息切れ・胸痛・めまい・倦怠発生時など）の行動記録を時刻と共に取り（筆記など）、異常心電図波形発生との対応を分析・診断する。
- 不整脈の有無の診断

短時間の記録である標準12誘導心電図では検出できない一過性または、間欠性の不整脈、あるいは排便時、労作時、食事中など日常生活の 一定の動作中に発生する不整脈を診断する。
- 不整脈の出現状況の分析

動悸、息切れ、めまい、失神、痙攣、胸痛などの自覚症状が不整脈によるものかどうか、不整脈によるとすれば、その種類、頻度、開始、終了、持続などの出現状況を分析する。
- 虚血性心疾患の診断

労作性狭心症、不安定狭心症、異型狭心症などの診断。
- 薬剤の効果判定

薬剤使用の前後で記録し、抗不整脈薬の効果の有無を判定する。
- 人工ペースメーカー植え込みの適応の判定、および人工ペースメーカー機能の評価
- 最大心拍数、身長、RR時間などを検討
- リハビリテーションの指導・予後の判定

### ホルタ心電計の構成
ホルタ心電計（Holter monitor）は、心電図データを長時間計測・保存し､これを高速で再生・解析する。装置は、2〜12本の誘導コードと、電子メモリーに記録する小型（例：110x70x30mm）で電池駆動の記録器からなり、再生・解析ソフトウェア（多くはパソコン用）とともに使用される。古くは、カセットテープ（磁気テープ）を音楽録音の20分の1以下の低速で走らせることで長時間に渡り記録し、「心電図長時間再生・解析装置」にて再生・解析する装置であったが、記録波形の品質・保存性、装置の小型化、再生・解析時間の短縮の面から、デジタルホルタ記録器が主流となった。これに伴い、メディアもカセットテープに代わってSDメモリーカードを使用するようになった。

### ホルタ心電計の誘導
ホルター心電図は通常の心電図のように12誘導を用いて行う機種も存在するがCM5とNASAというふたつの誘導を用いる場合が多い。Ch1をCM5とし、Ch2をNASAとする場合が多い。CM5はV5、II誘導に相当し、おもにST変化など虚血性病変をみるための誘導である。NASAはV1誘導やaVF誘導に相当しP波も見つけやすく不整脈の解析を得意としている。
X軸
| 誘導名 | +極 | -極             | 類似誘導   | 長所                     | 短所                       |
| ------ | --- | --------------- | ---------- | ------------------------ | -------------------------- |
| CM5    | V5  | 胸骨上端        | V5またはII | P波が見つけやすい        | 偽性ST低下が認めやすい     |
| mCM5   | V5  | 右鎖骨下外側1/3 | V5         | CM5よりR波が大きくなる   | 体位の影響を受けやすい     |
| CC5    | V5  | V5R             | V5         | V5との類似性が極めて高い | 呼吸による基線変導が大きい |
Y軸
| 誘導名  | +極                 | -極                        | 類似誘導     | 長所                   | 短所                   |
| ------- | ------------------- | -------------------------- | ------------ | ---------------------- | ---------------------- |
| 双極aVF | 左前腋窩線上第9肋間 | 左鎖骨下外側1/3            | aVFまたはIII | 下壁の虚血検出力が高い | 体動、筋電図混入が多い |
| CMf     | V5                  | 左前腋窩線最下肋骨との交点 | 胸骨上端     | 下壁の虚血検出力が高い | 筋電図混入が多い       |
Z軸
| 誘導名 | +極      | -極             | 類似誘導      | 長所                           | 短所                           |
| ------ | -------- | --------------- | ------------- | ------------------------------ | ------------------------------ |
| NASA   | 胸骨下端 | 胸骨上端        | V2-3またはaVf | P波が見つけやすい。            | 体位の影響、個人差が大きい     |
| mV1    | V1       | 右鎖骨下外側1/3 | V1            | P波が見つけやすい。            | 振幅が小さい                   |
| CM2    | V2       | 胸骨上端        | V2            | アーチファクトが少ない         | 波形が小さい                   |
| CB2    | V2       | V9              | V2            | 波形大きく安定している         | 背部に電極があり、不快感が強い |
| 双極V3 | V2       | 左鎖骨下外側1/3 | V3            | 前下行枝のST上昇の検出に優れる |                                |

### ホルタ心電図の自動解析と圧縮波形
自動解析では不整脈発生数、不整脈ヒストグラム、モフォロジー一覧表、モフォロジー登録波形、STトレンド、ST発生数、RRヒストグラム、RRレシオ、登録波形一覧表、登録波形拡大波形実記録、圧縮波形記録（エピソード波形、重ね合わせ波形）などが行われる。今まではP波認識が困難であったためQRS波形の解析が基本となってくる。P波認識が出来る装置が開発されたため、将来P波を含めた解析に期待が出来る。基本調律時と同様のQRSをもつ頻脈を上室性不整脈、異なるQRSを心室性不整脈としている。また正常心拍をN、上室性期外収縮をS、心室性期外収縮をVとして記載する。またペースメーカーモードではペーシング数やFusion心拍の解析も行われる。
上室性不整脈
上室性不整脈の内容、洞頻脈、上室頻脈、心房頻拍、心房細動、心房粗動といった診断名までは自動解析で診断することはできない。但し、RR間隔の変動率が10%以上でありP波が認識できない場合を心房細動とし、解析できる機種も存在する。
徐脈性不整脈
RR間隔の延長と心拍数の低下で徐脈を診断する。P波の自動認識の精度が高まれば今後自動解析が期待できる。

### pauseの臨床的意義
徐脈性不整脈ではpauseの有無と最大停止時間が重要となる。3.0秒以上の心停止が覚醒時に認められる場合はアダムストークス発作が生じる可能性があると考えられている。心房細動の患者では夜間睡眠時に5秒以上の心停止がしばしば認められるが平均心拍数が正常ならば臨床的な意義は殆どない。若年者では昼間は徐脈性の所見が全くないにもかかわらず夜間のみに洞徐脈や房室ブロックが認められることがある。これも病的所見としないことが多い。

## 心電図の大まかな読み方

正常の心電図の概略図

### 大まかな考え方
心電図の所見のとり方から診断のプロセスは記載すると膨大になるので、財団法人心臓血管研究所の山下武志による分類をここで記す。どんな心電図をみたにしろそれによって行うことは「放置する」、「自分の力で片付ける」、「緊急に他人の力を借りる」の3つに分けることができる。緊急性の評価には心電図よりもバイタルサインの方がはっきりとする。モニター心電図をみてVTのような波形があって循環動態が悪く意識障害などを起こしていれば緊急に処置をする必要があるが、声をかけて「何ですか?」と言われるようだったらそれはあくまで心電図上だけの問題であり、循環動態は全く悪くなっていない。

### 開き直った考え方
医療行為において、医療者が行うことは次の3つのパターンしかない。第一に放置する、第二に自分の力で片付ける、第三に他人の力をかりるということである。心電図を見るときも同じである。特に重要なのは他人の力を借りるかという判断である。これはバイタルサインなど他の情報が大いに参考になる。この判断は大抵、心電図以前の不整脈の知識で解決ができる。不整脈かどうかの判断は主に心電図によって行われる。あくまで不整脈のスクリーニングをしたいだけならば12誘導のうちII誘導とV1誘導のみで十分である。特にII誘導はP波が読みやすく重宝する。このやり方は不整脈以外を見落とすことがある。ST変化の見落としを避けるためにあらかじめST変化だけ12誘導で除外することもある。モニター心電図などにはSTの情報はないと認識しておくことが大切である。経験的に心拍数が正常でQRS幅が狭ければ大抵の場合は血行動態は安定している。頻脈でQRS幅が広ければ患者の状態を確認する必要がある。不整脈の場合は放っておいたら悪くなるのではという不安が常に付きまとう。しかし、まず必要なのは今治療が必要なのかという問題であり、将来のことは後回しに考えるのが通常である。悪くなる場合は基礎心疾患があることが多く、心電図だけをみても何もできないことが多いからである。
まずは12誘導で洞調律であるのか?異常なQRSやST変化がないのかを調べる。特に肢誘導ではI、II誘導、胸部誘導ではV5を中心にみる。次にII誘導とV1誘導で不整脈のスクリーニングをする。特に重要なのは患者の様子、心拍数、QRS幅である。

### 徐脈の考え方
心拍数の正常値は60〜100/minであり、60/minを下回ると徐脈といわれる。脈拍は日内変動があり夜は遅くなる傾向がある。即ち、夜の脈拍に関しては多少正常値を下回っても気にしなくてよい。気にするべきところは不整脈となるのかという点であり、これは急に遅くなった、2秒以上脈が止まったらといったエピソードや心電図所見から考えていけばよい。徐脈性不整脈の診断は非常に簡単である。P波が正常に存在していれば房室ブロックであり、P波が存在しなければ洞機能不全症候群である。このふたつの違いは非常に重要である。房室ブロックは心室の障害であり突然死のリスクにあるからである。これをみたら心疾患のスクリーニングをし、原因がわからなければ命を守るためペースメーカーの適応となる。洞機能不全症候群の場合は、症状がなければ放置であり、症状があった場合も治療をしたとしても予後に変化がないのでQOL向上目的の治療となる。

### 頻脈の考え方
心拍数の正常値は60〜100/minであり、100/minを上回ると頻脈といわれる。頻脈でも洞性頻脈というものがあり、運動で徐々に頻脈がおこるのは極めて正常な反応であるので不整脈をみるという観点からは突然早くなるというエピソードや心電図所見が重要である。不整脈としての頻脈の場合はQRS幅が非常に重要である。QRS幅が0.12秒、即ち3mm未満なら上室性（大抵は心房性）の不整脈であり、0.12秒、即ち3mm以上であれば心室性の不整脈である。心室性の不整脈の場合は緊急事態であり、即急な対応が求められる。QRS幅によって不整脈の部位を特定できるというのは、正常な特殊心筋を刺激が伝導した場合は0.12s以内に伝導が終了するであろうという経験則である。重要な例外として変行伝導という言葉がある。これはQRS幅が広いのに上室性の不整脈である。しかし、QRS幅が狭いのに心室性の不整脈という現象はほとんど知られていないのでまずはQRS幅が広ければ緊急事態と考えておけばミスは少ない。心室性か上室性かの判断ができたら、上室性ならPP間隔で心房拍数を心室性ならRR間隔で心室拍数を調べ、それによって不整脈の名前をつける。それとは別に触診法で有効な脈拍数を別に数えておくのが重要である。これは患者の状態を把握するもので不整脈の診断にはそれほど重要ではない。頻脈性不整脈の場合はどれがP波かなど波形をひとつずつ定義するのは難しい場合が多々ある。その場合はイメージで行うのだが経験がないと難しい。基本的には電気的な拍数が100〜250/minなら頻拍で250〜350/minならば粗動であり、350/minをこえれば細動という。但し、心室粗動という言葉は臨床上は存在しない。たまに速い脈が出る程度なら期外収縮という。

#### 変行伝導
脚ブロックが発生すると上室性期外収縮でもQRS幅が広くなる。脚ブロックは器質性のものでもよいしただの不応期によるものでもよい。こういった場合、心室性頻拍との鑑別が重要となる。経験則として次の手順で診断すると便利である。右脚ブロック（V1でM型）の場合はV6誘導をみる。心室性頻拍であればrS型（S波が大きい）であり、変行伝導であればRs型（R波が大きい）となる。左脚ブロック（V6でM型）ならばV1やV2誘導のS波をみる。心室性頻拍ならばS波にノッチが見られるのに対して、変行伝導ではノッチはみられない。

### 不整脈以外の情報のとり方
心電図は不整脈の診断以外の診断も行うことができる。特にモニター心電図ではなく12誘導の場合はST変化やQRSの異常を読み取ることが重要である。特に見逃してはならないのが虚血性心疾患である。12個の誘導を見る場合に個々の誘導に正常といわれる像があると考えてはならない。特に胸部誘導は所見の連続性に注意をすれば大抵の重要な所見は拾うことができる。
心拍数
50〜100/分
QRS波
幅0.12s（3mm以内）
肢誘導 第I、II誘導に幅の広い（1mm以上）のQ波がない。
胸部誘導 V1〜V6誘導に連続性がある。即ちV5誘導でR波が最も大きく、それから徐々に小さくなっている。
ST部分
全ての誘導で基線上にある。尚心電図において基線とは心室の収縮終わりから心房の収縮が始まるところである。
T波
QRS波の大きな波の方向を向いている。
P波
不整脈の情報以外は専門的になるので専門家に相談する。

#### QRS波の診かた
QRS波の異常としては、上記の正常所見を満たさないものである。具体的にいうと形の異常と大きさの異常に分けることができる。形の異常としては肢誘導、第I、II誘導において下向きのQRSや胸部誘導においてR波の連続性が保たれていないものまたは、3mm以上という幅の広いQRS波などが考えられる。特に重要な所見は虚血性心疾患を示唆する異常Q波であるが、この定義は誘導によって異なり非常に難しい。異常Q波の定義を用いずに異常Q波を診断するには
肢誘導
第I、II誘導に幅の広い（1mm以上）のQ波がない。かつR波が上向きである。
胸部誘導
V1〜V6誘導に連続性がある。即ちV5誘導でR波が最も大きく、それから徐々に小さくなっている。
という正常の定義から離れたものは異常Q波がある可能性が高いと考える。心臓と誘導の位置関係は個々人でずれがある。そのため理解しがたい心電図は数多くある。そのためPoor R Progressionという言葉もある。これは胸部誘導におけるR波の増高不良であり、連続性が保たれていないように見えるが異常Q波とまではいえないという所見であり、こういった場合は症状や病歴が決め手となる。心電図はそこまで万能ではないのである。
- 形の異常としては他に脚ブロックがある。右脚ブロックではV1でM型、左脚ブロックではV5でM型となる。右脚ブロックには病的意義を伴わないものが多い。左脚ブロックでは、波形に経時的変化が無ければ問題ないが、突然出現した左脚ブロックでは虚血性心疾患が疑われる。
- 大きさの異常としてはV5誘導で26mm以上などがある。心肥大の所見は健康診断ではスクリーニングとして重要であるが一般病棟ではあまり価値のない所見である。心肥大の原因がわからなければ心臓の精査をする位しかやることはない。

#### ST部分の診かた
日本では異型狭心症（冠攣縮型狭心症）なども多く一概には言えないがSTが上昇していれば心筋梗塞、STが低下していれば狭心症を疑うのが原則である（非貫壁性や心内膜下病変などによる非定型的変化もありうる）。異常Q波と同様にどの部位でその所見があるのかである程度は梗塞、虚血部位を特定することができる。明らかな所見は見落とすことはまずないが、他の所見と同様、微妙な所見というものが存在する。基本的にはST上昇ならば緊急的に対処し、ST低下であったら患者の状態を確認するのが重要である。ST低下の場合は狭心症ではなくただの心肥大で出現することもある。気をつけなければならないのは無痛性狭心症というものもあることである。リスクファクターの聴取などは行うべきである。統計学的に狭心症で心電図に異常があるのは70%といわれておりその診断は難しい。

#### T波の診かた
陰性T波は心筋梗塞、狭心症を疑う所見であるが、心肥大でも起こりえる。高いT波は高カリウム血症や心筋梗塞で見られる所見である。しかしT波で疾患を想定する機会は非常に少ない。T波の増高では左右対称なテント状T波は高カリウム血症、左右非対称なT波の増高は心筋梗塞を疑う。

#### 電解質代謝異常の診かた
高カリウム血症のテント状T波や高カルシウム血症のQT短縮という所見は非常に有名である。心電図は血液検査に比べて結果が速くわかるので経過をみるのに非常に便利である。

### 小児心電図
子供は大人のミニチュアではないとは小児科における格言のひとつであるが、小児の心電図は成人のそれとは全く異なる。まず、子供は脈拍数が早いので100/分をこえても正常である。また新生児は右軸偏位が著明である。逆に新生児の心電図で左軸変位が認められたら先天性心疾患を疑う。もしチアノーゼを認めれば三尖弁閉鎖症、認めなければ心内膜症欠損症を強く疑う所見である。

## 心電図の読み方

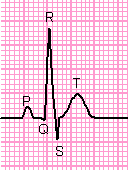
心電図の模式図

興奮伝導と心電図

### 基本的な所見をとる手順
1. P波とP波の間隔、R波とR波の間隔を計測し、その逆数から心房拍数、心室拍数を求める。間隔は3心拍を平均する。心房細動などP波がないときはPP間隔は記載しない。
2. PP間隔（秒）、RR間隔、心房拍数（60〜100）、心室拍数（60〜100）を記載する。
3. 調律の判定をする。これは整脈か時に不整脈か、絶対的不整脈かを判定する。
4. QRS平均電気軸と移行帯を測定する
5. 電気軸は-30から100が正常で、移行帯はV3あたりならOK。

- 基本測定
  - PQ時間
  - QRS幅
  - QT時間
- 波形
  - P波電位（0.25以下）と振幅（0.10以下）。
  - Q波、異常Q波は幅が0.04以上か振幅がR波の1/4以上である。
  - QRS波、特にRV5+SV1が3.5をこえる、またはRaVLが1.2を超える場合は心肥大を疑う。また低電位がないかも調べる。
  - ST、ST上昇、ST下降がないか?
  - T波は高くないか（12mV以上、これは高カリウム血症を疑う）、陰性T波はないか?これは心筋症や心筋虚血を疑う。
  - U波はないか?U波は低カリウム血症を、陰性U波は心室負荷、心筋虚血を疑う。
  - 不整脈はないか?徐脈、頻脈、心室性期外収縮、上室性期外収縮、心房細動、心房粗動、その他。
- 総合所見
  - J波の有無は? 早期再分極によるJ波は低体温時などでもみられるほか、特発性心室頻拍症例の31%に早期再分極異常であるJ波が認められたと報告がある[4]。J波は健常者でも5%に認められる。

### 調律と心拍数に関して
調律の正常は正常洞調律である。正しくP波とQRSが対応しており、P波が一貫して同じ形であることを確認する。これだけで正常洞調律ということはできない。最低限確認しなければならないことはI誘導とII誘導でP波が陽性であることである。洞調律のP波はI、II、aVFで陽性であり、aVRで陰性であるといわれている（電気軸が0度から90度）よく知られている、洞調律ではないP波としては左房調律が知られており、この場合はI誘導でP波が陰性となる。また異所性心房調律、房室接合部調律である場合はII、III、aVFでP波が陰性となることが知られている。
心拍数はPP間隔とRR間隔にて測定を行う。不整脈がなさそうならばQRSと次のQRSまでが5mmごとに300,150,100,75,60,50と数えれば大まかには知ることができる。R-R間隔が一定の場合、60/R-R（秒）で心拍数が割り出される。R-R間隔が1秒以上（心拍数60/分以下）の場合を徐脈と呼び、R-R間隔が0.6秒以下（心拍数100/分以上）の場合を頻脈という。またR-R間隔が一定でない場合は不整脈の疑いがある。調律が異常と判定された場合は後述される不整脈の診断を行うこととなる。

### 基本的な測定値に関して
典型的な正常波形を右に示す。心拍一回ごとに心電図に現れる波形は、大きくP、Q、R、S、T波の5つの波で構成され、中でも目立つQ、R、S波は一括してQRS波と呼ばれる。図にはないが、これ以外にもU波という波が存在する。横軸は、1mmの1目盛が 0.04秒であり、1秒は25目盛りにあたる。縦軸は電圧で、1mVのキャリブレーションの波が記録されているが、一般的には1目盛0.1mVが使用される。
（注）各波の正常値は教科書によって多少の相違がある。
P波
P波とは心房の興奮を示す波形と考えられている。P波が存在するのか、QRS波との対応がおかしくはないのか、P波自体に異常はないのかを調べる。正常では右心房・左心房ともほぼ同時に収縮するため単一の波として記録される。心房の興奮は洞房結節から始まる。洞房結節は解剖学的には上大静脈が右心房に開口する付近にあることが多いので、心房の興奮は右上から左下に向かうことになる。したがって、その進行方向に当たる誘導（四肢誘導ではI, II, aVF、胸部誘導では一般にV3-V6）ではP波は上向きに、進行方向と反対の誘導（aVR）では下向きとなる。実際的には洞調律のP波であるのかはI、II誘導で陽性であれば十分である。それ以外のP波の異常としては右房拡大と左房拡大が存在する。肺動脈圧が高まって右心房の負荷が高まっているときなど、均一な収縮ができないときはP波がいびつな形に変形する。右房拡大があるときはII、III、aVF誘導でP波の高さが2.5mm以上の肺性P波となったり、V1, V2誘導で先鋭が増高した2mm以上の右心性P波が見られたりすることがある。左房拡大のときはP波の幅がI、II誘導のいずれかで3mm以上の僧帽性P波となりV1誘導で前半陽性、後半陰性の二相性となる。よって正常のP波ではI、II誘導で陽性であり、II誘導で幅3mm未満、高さ2.5mm未満、V1で高さ2mm未満、P terminal force（morris指数）の絶対値が0.04mm・秒未満であればよい。
PQ時間
PQ時間の正常値は3mm（120msec）以上5mm（200msec）未満である。200msec以上の場合は1度の房室ブロックの可能性がある。PQ時間はP波の初めからQ波のはじめまでであり、房室伝導時間と考えられている。
QRS波
QRS波とは心室の電気的興奮を反映する波と考えられている。心室内の電気伝導は心室中隔に沿って左下方向に進むため、その進行方向に当たる下肢からの誘導（aVF）では上向きに、進行方向と反対の右上肢（aVR）などからの誘導では下向きになる。この向きが異なっているとき（軸偏位があるとき）は心室内での電気伝導路が正常ではないことを示唆する。心室内で電気的興奮が均一に伝わらなかったときには、すべての心筋が興奮し終わるまで時間がかかるため幅が広くなる。
QRS波の各々の波形は定義に従って命名される。最初の陰性波をQ波という。最初の陽性波をR波という。陽性波の後の陰性波をS波という。それ以上の陽性波や陰性波があった場合はR'波、S'波という。大きい波は大文字で小さい波は小文字で表す。II誘導でqRSというのが正常パターンである。陽性波がない場合のQSパターン、脚ブロックのrSR'パターンなど数多くの波形が定義されている。QRS波の以上には様々なパラメータを用いる。電気軸、移行帯、R progression、異常Q波などはQRS波のパラメータである。QRS波が正常であるとは肢誘導においてQRS平均電気軸が正常で、III、aVL以外に異常Q波が存在せず、QRS時間が2.5mm未満であること。かつ胸部誘導でR波の増高（r progression）が正常であり、V1誘導以外に異常Q波がなく、QRS電位が正常（SV1+RV5＜35mm、SV1+RV6＜35mm、RV5＜26mm、RV6＜26mm）であり低電位がなければ正常である。
QRS波形は下記で示すQRS時間とともに心室内伝導障害（右脚ブロック・左脚ブロック・左脚前枝ブロック・左脚後枝ブロック・両脚ブロック・三束ブロックなどがある）の診断で重要である。
QRS時間
QRS時間とは心室内伝導時間を示す。II誘導で計測するのがわかりやすい。正常値は1.5mm（60msec）以上3mm（120msec）未満である。延長している場合は脚ブロックを心室内伝導時間が延長している可能性がある。特に頻脈性不整脈の場合は重要な所見である。
STセグメント
STセグメント（ST部分）とは心筋細胞の活動電位第二相、即ち心筋の再分極に相当する。等電位となるのが正常である。水平部分が正常よりも上がっていたり下がっていたりする状態をST変化と呼ぶ。これは虚血性心疾患の代表的な心電図所見である。一般的に狭心症ではSTが低下、心筋梗塞ではSTが上昇すると言われるが、ST上昇を示す異型狭心症、ST低下を示す非貫壁性心筋梗塞などといった病態もあり得る。このほか、ジギタリス常用者にみられるなだらかなカーブを描くST低下は盆状ST低下として知られる。STの判定基準はQRSの立ち上がる直前のPQ部分とするのがよいとされているが諸説ある。原法ではP波の立ち上がり部分を結んだ部分が等電位線であり、これでやるのが正しいのだが、早期再分極があるときに誤りやすいからである。III, aVL, aVF, V1など陰性T波がみられてもよい誘導においては軽度のST低下が単独で見られることもある。早期再分極例では正常でもSTの上昇がみられる。早期再分極は心房負荷があるときや頻脈のときにみられる。特に頻脈性不整脈の心電図はST下降が顕著にみられるが、この所見は心筋虚血を示さない。
T波
T波とは心室筋の再分極を示す波形である。T波はaVRで陰性であり、I、II、V2〜V6で陽性であり、かつ高さは12mm未満、かつR波の1/10以上であるのが正常である。III, aVL, aVF, V1ではT波は陰性であることが多い。16歳以下の若年者ではV2, V3に陰性T波が見られても正常である。T波は通常低い上向きの波であるが、いくつかの要因によって形が変化する。よく知られるものは、虚血性心疾患における陰性T波（下向き）、高カリウム血症におけるテント状T波などである。
QT時間
QT時間とはQRS波のはじまりからT波の終わりまでの時間であり、心室の収縮時間を示している。RR時間の1/2を超えていればQT時間は明らかに延長している。I誘導かaVL誘導で測定するとわかりやすい。正常値は400msec以内である。QT時間の正常値は心拍数によって変化するため、補正のためこれを心拍数の平方根で割ったものをQTc時間（正常値0.36-0.44秒）と呼んで使用している。
U波
U波の成因は不明である。心室壁の中間にM細胞という細胞が存在し、これは活動電位持続時間が他の心筋細胞より長いために、再分極時にU波が出るというのが有力な説である。陽性でありT波の高さの5〜50%の範囲内ならば正常である。T波より高いU波や陰性U波は異常である。高いU波の原因として低カリウム血症・QT延長症候群・ジギタリスなどがある。陰性U波の原因として心筋虚血、心肥大、高血圧がある。
電気軸
心室脱分極の際の垂直面での電気的変化のベクトルのことである。QRS波によって決定する。
| 誘導とその正負 | 範囲       | 角度          |
| -------------- | ---------- | ------------- |
| I（+）II（+）  | 正常範囲   | -30度〜110度  |
| I（+）II（-）  | 左軸偏位   | -90度〜-30度  |
| I（-）aVF（+） | 右軸偏位   | 110度〜180度  |
| I（-）aVF（-） | 極度軸偏位 | -180度〜-90度 |
左軸偏位は左室の肥大や拡大、左脚ブロック、左脚前枝ブロック、下壁梗塞、WPW症候群（B型）、心内膜欠損症（ECD）を示唆する。右軸偏位は右室肥大、拡大、肺性心、左脚後枝ブロック、WPW症候群（A型）を示唆する。特に左軸偏位の下壁梗塞、心内膜床欠損症は重要である。
回転
回転とは水平面における電気軸の指標である。移行帯の向きによって評価する。CTと同様に足側からみて時計方向回転か反時計方向かを判断する。正常ではV3かV4になる。反時計方向回転とは移行帯がV1方向へ移動することで左室の圧負荷か容量負荷、時に正常の男性でもみられる。時計方向回転は右室の圧負荷、右室容量負荷、右室肥大、横隔膜低位、肺気腫などでみられる。

### 調律の異常
調律が正常ではなかった場合は不整脈の診断を行う。心電図はかなり多くの情報をもたらすが、非専門医のもとでは治療が難しいことも多い。脚ブロック、期外収縮、心房細動といった調律異常はよくみられ、新たな治療が不要であることも多い。そのためおおまかな考え方で述べたような考え方も有効である。循環動態が保たれた不整脈の治療適応などは専門医のもとで判断されることが望ましい。

#### narrow QRS Tachycardia
narrow QRS Tachycardiaとはその言葉のとおり、幅の狭いQRS波をもつ頻脈であり、房室結節より上流に責任病巣があることが多い。洞性頻脈や発作性上室性頻拍（PSVT）として房室回帰性頻拍（AVRT）や房室結節回帰性頻拍（AVNRT）や心房粗動（AFL）、心房頻拍（AT）などが含まれる。P'波を見つけることが診断においては重要である。P'波が迷走神経刺激やATP、Ca拮抗薬、βブロッカーによって変化するかということも重要な所見となる。P'波が認められないものは心房頻拍やcommon type AVNRT、心房粗動である。P'波はQRSと重なると偽性q波、偽性S波、偽性r'波を形成することがある。
洞性頻脈
心拍数が100/min以上の頻脈であるが、I、II誘導で陽性のP波をもち同一のP-QRS関係が続くものである。痛みによる反応などで見られる。
発作性上室性頻拍（PSVT）
| 頻拍起源/回路 | 機序         | 名称  |
| ------------- | ------------ | ----- |
| 洞房接合部    | リエントリー | SANRT |
| 心房          | 異常自動能   |       |
| 心房          | リエントリー | IART  |
| 房室接合部    | リエントリー | AVNRT |
| 房室間        | リエントリー | AVRT  |
発作性上室性頻拍とは心房、房室結節、副伝導路（ケント束）など成立に関与する頻拍の総称である。リエントリーを機序とする不整脈が殆どであり、多くの臨床像が発作を繰り返すためこのような名称となった。上室性の頻拍であるため、原則的にはQRSは正常な刺激伝導路を通るため、正常波形同様に幅は狭く、心拍が規則正しいことが多い。心室起源の頻拍に特徴的な心室捕捉が存在しないといった特徴がある。PSVTのメカニズムとしては房室結節内リエントリー性頻拍（AVNRT）と房室回帰性頻拍（AVRT）、洞結節リエントリー性頻拍（SANRT）、心房内リエントリー性頻拍（IART）が存在する。治療対象として最も良く遭遇するのはAVRTとAVNRTである。narrow QRS TachycardiaでRR間隔が一定であればPSVTと2:1の心房粗動が考えられる。粗動波（F波）が認められなければPSVTであることが多い。PSVTと診断したらP波、P'波を探す。これらはII, III, aVF, V1誘導で見つけやすい。P'波がQRSの中に隠れていたりQRS後半部分に重なっていてらAVNRTが考えやすく、P波がQRSより後ろにはっきりとしていればAVRTが多い。
房室回帰性頻拍（AVRT）
PSVTの一つであり、ケント束とよばれる副伝導路を介してリエントリー性の頻拍である。WPW症候群の患者に起こるとされている。narrow QRS regular Tachycardiaであり、QRS波から離れて逆行性のP'波が認められるのが特徴である。頻拍依存性の脚ブロックが合併しなければQRS波は洞調律のそれと同じである。
房室結節回帰性頻拍（AVNRT）
PSVTの一つであり、房室結節付近に二重伝導路が存在することによりリエントリー性の頻拍が生じる病態である。slow pathwayとfast pathwayが存在する。順行路としてslow pathwayを伝導し、逆行路としてfast pathwayを伝導するのがcommontypeである。P'波が認められなかったり、偽性Q波、偽性S波、偽性R'波を形成することがある。順行路としてfast pathwayを伝導し、逆行路としてslow pathwayを伝導する場合はuncommontypeであり、long RP'（RP'＞P'R）という特徴をもつ。頸部に拍動があればAVNRTを強く疑う。心房粗動でも認められる所見であるため心電図にて鑑別しておく。
心房頻拍（AT）
心房内に起源をもつ頻拍である。洞房結節、房室結節を含まない心房内リエントリによって生じる心房内リエントリー性頻拍（IART）、心房内の洞房結節以外にある異常自動能が原因である異所性心房頻拍、心臓手術を受けた患者に起こる心房切開線やパッチ閉鎖を行った瘢痕部周囲を旋回するマクロリエントリにより起こる心房瘢痕部心房頻拍などが知られている。いずれの場合も洞調律とは異なるP'波が認められ、P'Q時間は一定ではなく、様々な程度の房室ブロック（特にヴェンケバッハ型II度房室ブロックなど）を伴うことがあり、QRS波形は洞調律と同じという特徴がある。ジギタリス投与時にブロックを伴う心房頻拍を起こすことがあり、PAT with blockとして有名である。
心房粗動（AFL）
心房粗動は右房内を反時計方向に旋回するリエントリー性頻拍である。心房の興奮頻度は250〜350/min程度でリズムは正である。P波の代わりに鋸歯状のF波が認められる。F波は下降部分は緩徐であり、上行部分はより急緩である。下行部分の数によって2:1、3:1、4:1のAFLと表現される。伝導比が変動するためにRR不整となることもある。F波は通常II、III、aVFで大きく分かりやすい。2:1のAFLがnarrow QRS regular Tachycardiaの鑑別となりえる。頸部に拍動を感じることもある。

#### wide QRS regular Tachycardia
wide QRS regular Tachycardiaで最も重要な不整脈は心室頻拍（VT）である。鑑別すべき頻拍としては脚ブロックを伴う上室性頻拍（洞頻脈、発作性上室性頻拍、心房粗動、心房頻拍）や副伝導路を順行伝導するAVRT、心房頻拍、心房粗動、他には1:1の心房粗動などがあげられる。特に重要なのが心室頻拍と脚ブロックを伴う上室性頻拍である。認められないことが多いが房室解離や心室捕捉が認められれば心室頻拍ということができる。
心室頻拍の際も房室逆行性伝導がない限り、心房は洞調律を維持していることが多く、房室解離の状態となっている。そのため、QRS波と関係なく、P波が出現していれば心室頻拍といえる。また房室解離の状態で心室が不応期から脱した時にたまたま上室からの興奮が伝導されると幅の狭いQRS波が出現することがあるこれを心室捕捉という。
wide QRS Tachycardiaの波形解析としてはかつてはWellensの方法、Kindwallの方法が用いられていたが近年はBrugadaの基準が用いられることが多い。
心室頻拍（VT）
心室頻拍でも循環動態が保たれていないとは限らない。意識がなくpulseless VTの場合は電気的除細動の適応となるがそれ以外のVTも数多くある。30秒未満の持続時間の場合を非持続性頻拍（NSVT）、30秒以上持続する場合を持続性頻拍という。QRS波形が一定であり心拍数が規則的なことが多い、この場合を単形性（monomorphic）心室頻拍という。QRS波形が刻々と変化するものを多形性（polymorphic）心室性頻拍という。
多型性心室頻拍のうちQT延長を伴うものをTorsade de Pointes（TdP：トルサード・ド・ポワント）型心室性頻拍というTdPはフランス語で、Torsadeは「twist: ねじれ」を、「Pointes」は針の先端を意味する「Pointe」の複数形、「de」は「The」に類似した冠詞。
心電図上での特徴としてはQRS幅が140msec（3.5mm）以上であり、典型的な右脚ブロック、左脚ブロックと異なる波形の頻拍であり、電気軸は高度の軸変位を伴うことがあり、房室解離や心室補捉が認められることなどがあげられる。心室頻拍は、心室性期外収縮と同様に起源を心電図上から診断できる場合がある。QRSが上向きか下向きかという大雑把な点に注目し、左脚ブロック型か右脚ブロック型かを同定する。左脚ブロック型ならば右室由来、右脚ブロック型ならば左室由来と推定できる。またII、III、aVF誘導にてR波が高ければ下方軸であり上から下に伝導していることも考えられる。その場合は心室のより上方が起源と考えることができる。右室流出路起源の特発性心室頻拍では左脚ブロック型で移行帯がV3〜V4となり下方軸が認められる。左室の左脚後枝起源の特発性心室頻拍では右脚ブロックと左軸偏位を呈し、右脚ブロックと左脚前枝ブロックを合併した上室性頻拍のQRS波形に比べて左側胸部誘導のR波高が低いのが特徴である。左室の左脚後枝起源の特発性心室頻拍はCa拮抗薬であるベラパミルによって停止することができる、ベラパミル感受性であることが非常に重要である。

#### narrow or wide irregular QRS Tachycardia
QRS幅が正常または広い不規則な頻脈性不整脈は致死的な不整脈も数多く含まれており、一般内科医でもある程度の知識が求められる分野である。これに該当する不整脈としては心室細動、偽性心室頻拍（WPW症候群の心房細動）、torsade de pointes、多型性心室頻拍、頻拍性心房細動があげられる。もし明らかなQRS波を認められず、振幅や波形が不揃いであれば心室細動の可能性が高い。QRS波の振幅や波形、間隔が不規則でかつ幅広くδ波が認められればWPW症候群の心房細動の可能性が高い。QRS幅が広く、波形が刻々と変化し振幅が基線の周りを捻じれるように変動をするのならばtorsade de pointes型心室頻拍であり基本調律でQT延長症候群をみとめる。QRS幅が広く波形が変化する頻拍で基本調律にQT延長症候群を認めなければ多型性心室頻拍である。QRS波の間隔が全く不規則でQRS幅が正常であれば心房細動である。P波は消失しf波が認められるのが典型的である。QRS波の間隔が全く不規則で、殆どのQRSの幅、波形が正常であるにもかかわらず、幅の広いQRS波が混在するのならば心室期外収縮ないし変行伝導を伴う心房細動である。変行伝導では右脚ブロックで左軸偏位を示すのが一般的である。QRS波の間隔が全く不規則であり、QRS波の幅が広く同じQRS波形であれば脚ブロックないし心室伝導障害を伴う心房細動である。
心室細動（Vf）
全く不規則な振幅並びに波形を呈し、QRS波、ST部分、T波などは区別ができず、基線が不規則に揺れていることで診断ができる。出現初期は波が300/minを超えることもある。心音は消失し、意識障害を起こしているのが通常である。心肺蘇生、電気的除細動が必要である。
トルサード・ド・ポアント（torsades de pointes）型心室頻拍（TdP）
QT時間の延長を伴い、T波に続く心室性期外収縮によって誘発され、QRS波形が刻々と変化する多型性心室頻拍で、QRS波の振幅が基線の周りを捻じれるように変動する。
偽性心室頻拍（WPW症候群に伴う心房細動）
QRS波の間隔が全く不規則でありδ波のためQRS波の立ち上がりは滑らかで幅が広く、P波が認められない。非発作時の心電図でもδ波が認められる。

#### P波とQRS波の関係の異常
心房細動
P波が認められず（特にII誘導が確認しやすい）、V1でf波が認められ、RR間隔が不正である場合は心房細動が考えられる。f波が確認できないことは稀ではなく、特に慢性心房細動は殆どの場合f波を確認できない。形態の異なるP波が認められ、RR不整となっている場合は心房細動よりも心房頻拍の可能性が高い。
心房粗動
心房粗動は右房内（右房中隔-右房自由壁-下大静脈三尖弁輪間峡部）を反時計方向に旋回するリエントリー性頻拍である。心房の興奮頻度は250〜350/min程度でリズムは正である。P波の代わりに鋸歯状のF波が認められる。F波は下降部分は緩徐であり、上行部分はより急緩である。下行部分の数によって2:1、3:1、4:1のAFLと表現される。伝導比が変動するためにRR不整となることもある。心房細動との合併も多く、RR不整が認められた場合はこの可能性も考え経過を見ていく必要がある。かつては心房細動と心房粗動の合併を心房粗細動と読んでいた。大雑把に言えば、尖った方をF波の向きとし下向きのF波がII、III、aVF誘導で認められV1誘導で上向きのF波が認められれば典型的な心房粗動でありcommon typeとされる。上向きのF波がII、III、aVF誘導で認められる場合などはuncommon typeとされている。これは右房内を時計回りにマクロリエントリーが形成される場合である。2:1のAFLの場合には粗動波はT波に重なり、粗動波の同定が困難で発作性上室性頻拍のようにみえることがある。頚動脈洞マッサージといった副交感神経刺激やATP、ベラパミルにて房室伝導を抑制すると粗動波の同定が容易になり鑑別しやすくなる。
房室接合部調律
房室接合部調律は房室結節近辺の補充調律（単発でも連発でもよい）である。正常幅のQRSが規則正しく出現しているが、正常のP波が認められず、II、III、aVF誘導で陰性となる逆行性P波がQRS波前後の出現したり、QRS波に埋没してみられないとき接合部調律という。60bpm以下の場合は房室接合部調律といい、60〜100bpmの場合は促進性房室接合部調律という。房室接合部調律は洞徐脈や洞房ブロック、房室ブロックなどで房室結節以下に伝わる刺激が減少すると房室結節の自動能による補充調律による活動が開始する。一般にこの房室接合部調律は40〜60bpmと遅い傾向がある。それよりも早い房室接合部調律は促進性房室接合部調律といい、房室結節の自動能の亢進によって起こる。具体的には下壁梗塞などの心筋梗塞、ジギタリス中毒、電解質代謝異常などである。
心室固有調律
心室固有調律は心室由来の補充調律（単発でも連発でもよい）である。心室期外収縮に似た幅の広いQRS波がP波と関係なく規則正しく出現するのが特徴である。期外収縮と補充調律の違いは予定されるQRS波より早く出現するか、遅く出現されるかによって決まる。早ければ期外収縮であり、遅ければ補充調律である。房室接合部調律と同様に心拍数により60bpm以下の心室固有調律と60〜100bpmの促進性心室固有調律（AIVR）に分類される。心室固有調律は房室ブロックで認められることが多い。また潜在性房室接合部機能障害を認める場合は洞徐脈、洞房ブロック、洞停止、徐脈性心房細動でも認められる。心室筋の補充調律は20〜40bpmが本来であるため心室固有調律は著しい徐脈となり、失神といった症状があり、ペースメーカーの適応となることが多い。促進性心室固有調律（AIVR）は心筋梗塞でPTCAや血栓溶解療法後に再灌流を得られた場合に認められる良性所見であり原則としては治療は必要ない。AIVRの開始と終了に融合収縮が認められることがある。

#### QRS幅、電気軸の異常
右脚ブロック（RBBB）
右脚ブロックではV1でM型、左脚ブロックではV5でM型となる。右脚ブロックには病的意義を伴わないものが多い。より詳細にはV1誘導では分裂がありrsR'型でTは陰性を示し、I、aVL、V5、V6誘導のS波が幅広くT波が陽性、aVR誘導では幅広いR波を認める。幅広いQRS波は完全右脚ブロック（CRBBB）では3mm（0.12ms）以上であり不完全右脚ブロック（IRBBB）では2.5mm（0.10ms）以上3mm（0.12ms）未満である。頻度の多い異常のため各種合併例も存在する。
2枝ブロックとはCRBBBとLAHまたはLPHを合併するものでありLAHを合併するとCRBBBの所見に加えて著名な左軸偏位を伴い、LPHを伴うとCRBBBの所見に右軸偏位を伴うようになる。3枝病変はCRBBBに左軸偏位及び房室ブロック（I度またはII度）を合併する。両脚ブロックという所見もあり、これは右脚ブロックと左脚ブロックが交互に出現するものであり高度房室ブロックに移行しやすくペースメーカーの適応となる予後不良の所見である。
左脚ブロック
右脚ブロックではV1でM型、左脚ブロックではV5でM型となる（WilliaM MorroWと覚える）。左脚ブロックでは、波形に経時的変化が無ければ問題ないが、突然出現した左脚ブロックでは虚血性心疾患が疑われるというのが原則である。V1誘導ではr波が小さくS波が幅広く深い、そしてT波は陽性で増高している。I、aVL、V5、V6誘導のQRS波は陽性でR波は幅広く分裂または結節を認め、I、aVL、V5、V6誘導のseptal q waveが存在しない。幅広いQRS波は完全左脚ブロック（CLBBB）では3mm（0.12ms）以上であり不完全左脚ブロック（ILBBB）では2.5mm（0.10ms）以上3mm（0.12ms）未満である。左脚には前枝と後枝がありその片方のみがブロックされることがある。左脚前枝ブロック（LAH）は左脚後枝ブロックに比べてよくみられる所見であり、著名な左軸偏位を伴い、I、aVL誘導がqR型（正常ではRaVL>RI）、II、III、aVF誘導がrS型（SIII>RaVF>SII）を満たす。左脚後枝ブロック（LPH）は著名な右軸偏位であり、I、aVL誘導がrS型（SaVL>SI）、II、III、aVF誘導がqR型（RIII>RaVF>RII）、右室肥大（RVH）ではないという条件を満たすものである。
非特異的心室内変行伝導
QRS幅の拡大を認めるもののいずれの脚ブロックの特徴を示さないものである。プルキンエ線維や心室筋レベルでの広範なブロックで生じる。

#### 期外収縮
上室性期外収縮（PAC）
上室性期外収縮では通常のP波とは形状の異なるP'波が出現し、予想される周期よりも早期にP'-QRS-Tが出現する。RR間隔は短縮するがQRSの形状は正常である。上室性期外収縮の後洞結節はリセットされるため、上室性期外収縮を挟むP波の間隔は正常PP周期の2倍以内となる。出現形式により2段脈、3段脈、2連発、3連発、short run、blocked AVPC,心室内変行伝導を伴うPACに分類される。通常の収縮と期外収縮が交互に出現する場合を二段脈という。通常の収縮が2回あり期外収縮が1回認められるときは三段脈という。期外収縮が連発する回数によって2連発、3連発、short run（3連発以上）という表現を用いる。blocked AVPCは先行するP’波がQRSの不応期によって心室へ興奮が伝導されない場合をいう。II度房室ブロックと鑑別が必要となるがwenckebach型II度房室ブロックはPP間隔が一定のため鑑別は容易である。P'波がT波と重なると発見が難しい場合もある。RR間隔が突然延長し、PP間隔が通常のPP間隔の2倍以内である場合はblocked AVPCを疑い、すべての誘導のT波を観察するとT波に重なるP'波を発見できる場合が多い。心室内変行伝導を伴うPACは上室性期外収縮であるがQRS波の拡大を伴うものである。先行するP'波を認め、QRS波の最初の立ち上がり方向が通常のQRS波と同様である。心室筋の不応期に上室性期外収縮が起こったときに出現する。通常左脚は右脚より不応期からの回復が早いため右脚ブロック型のQRS波形となることが多い。その他、上室性期外収縮であるがQRS波の拡大を伴う場合は脚ブロックに合併した上室性期外収縮がある。
心室性期外収縮（PVC）
期外収縮とは本来の収縮よりも早期に認められる収縮である。予定より遅れた場合は補充収縮という。心電図上の特徴としては予想されるQRSよりも早期に出現し、先行するP波がなく、QRSの幅が3mm以上であり、QRSと逆向きのT波が認められる、そして多くの場合本来のPP間隔が保たれるという特徴がある。動悸といった自覚症状や心不全徴候がなければ治療対象としないのが一般的である。治療をする場合は左脚ブロック型ならば右室、右脚ブロック型ならば左室由来の心室性期外収縮ということも重要な所見となる。心室性期外収縮としてはLownの分類がよく知られている。gradeと重症度は関係しないと考えられている。
| grade | 意味                        |
| ----- | --------------------------- |
| 0     | 心室性期外収縮なし          |
| 1     | 散発性（<1/minまたは30/hr） |
| 2     | 多発性（>1/minまたは30/hr） |
| 3     | 多形性                      |
| 4a    | 二連発                      |
| 4b    | 三連発以上                  |
| 5     | 短い連結期（RonT型）        |
一般に多形性の場合は期外収縮の発生源が複数あり、単形性である場合は一か所からの発生と考えられている。また通常の収縮と期外収縮が交互に出現する場合を二段脈という。通常の収縮が2回あり期外収縮が1回認められるときは三段脈という。RonT型は先行するT波の頂点付近に出現するPVCであり心室細動、心室頻拍に移行しやすく危険である。2段脈はRonTをおこし心室細動にいたる可能性がある。心筋梗塞後の二段脈は高リスクと考えられる。通常の期外収縮と同様にリドカインなどで治療できる。しかしCAST Studyの結果では急性期を過ぎた場合は期外収縮といった不整脈を治療するとむしろ予後を悪化するということがわかっている。
副収縮
副収縮とは期外収縮が洞調律と一致しない固有の調律で出現することである。心室の収縮が洞調律と主に房室結節や心室の調律によって支配されている状態である。心室筋が不応期ではないときに異所性の調律が入り込むが二段脈と異なり先行収縮との連結性は不定である。異所性興奮は洞調律と府関係に発生しており、副収縮の間隔は最短の期外収縮間隔の整数倍となる。基本収縮と期外収縮が衝突し波形が混ざることがありこれを融合収縮（fusion beat）という。心室副収縮がRonTを起こすことがあるが一般の期外収縮と異なり心室頻拍を誘導する可能性は低いと考えられている。ペースメーカーのセンシング不全ではT波の上にspikeがのるspike on Tという現象があり、この場合は心室頻拍や心室細動に至る。

#### 徐脈、洞不全症候群
洞不全症候群
洞徐脈、洞房ブロック、洞停止など洞結節機能不全にかかわる不整脈を洞不全症候群（SSS）という。Rubensteinによる分類が有名である。一般には突然死のリスクは非常に低く、めまい、ふらつき感などの症状がなければ精査も治療も経過観察も不要である。
| 分類  | 名称                       | 内容                                                                                                 |
| ----- | -------------------------- | --- |
| I型   | 洞徐脈                     | 原因不明の心拍数50/min以下の持続性徐脈                                                               |
| II型  | 洞停止あるいは洞房ブロック | 房室接合部補充収縮あるいは心室補充収縮を伴うもの                                                     |
| III型 | 徐脈頻脈症候群             | I型あるいはII型の徐脈性不整脈を呈し、かつ少なくとも1回の発作性上室性頻脈あるいは心房細動を呈したもの |
洞停止
洞房結節の刺激が一時的に欠如した状態である。その回復は一定していない。3秒以上の休止期が認められる場合が多い。心電図上はP波を欠く、RR間隔の3秒以上の延長があり、洞停止時のPP間隔が前後のPP間隔の整数倍にならないことで診断される。鑑別としては洞房ブロックおよびブロックされた上室性期外収縮の後の休止期などがあげられる。
洞徐脈
毎分60拍未満の徐脈であるがそれ以外の異常が認められないときに洞徐脈という。すなわち心拍数は60/min未満であるがP波はI、II、III、aVFで陽性の洞結節由来のP波であり1:1の房室伝導（同一のP-QRS関係）であり、各種測定値が前後で変化していないときに洞徐脈とされる。
洞房ブロック（SAブロック）
洞房ブロックは洞結節の刺激形成は保たれているものの洞結節から心房への伝導が阻害された状態である。房室ブロックと同様にI〜III度に分類される。洞房伝導時間の延長は体表心電図上測定ができないためI度洞房ブロックは心電図診断はできない。III度洞房ブロックもP波を認めず通常は接合部補充調律により心拍が保たれる。これも体表心電図上は補充調律を伴う洞停止で区別ができない。そのため心電図診断可能な洞房ブロックは時々P波が脱落するII度洞房ブロックだけになる。
| 分類              | 内容                                                          |
| ----------------- | ------------------------------------------------------------- |
| I度洞房ブロック   | 洞房伝導時間のみの延長                                        |
| II度洞房ブロック  | 間欠的な洞房伝導時間の延長、MobizII型、wenckebach型に分かれる |
| III度洞房ブロック | 洞房伝導が完全に途絶                                          |
mobitzII型II度洞房ブロック
突然洞房ブロック伝導が欠落する。洞結節は規則的に活動しているため、延長したPP間隔は前後のPP間隔の整数倍となる。
wenckebach型II度洞房ブロック
PP間隔が徐々に短縮したのちにP-QRSが脱落する。
2対1洞房ブロック
高度徐脈でPP間隔が一定の場合に疑われる。
非伝導性上室性期外収縮（blocked SVPC）
洞停止や洞房ブロック、房室ブロックと間違いやすい心電図異常のひとつである。正常なP-QRSが予定の時に出現していないが早期に出現する異所性のP'波が認められる。早期P'波はT波のわずかな変形として認められることが多い。
徐脈頻脈症候群
頻脈（心房細動、上室頻拍、心房粗動）と徐脈（洞停止、洞房ブロック、洞徐脈）などを合併した状態である。頻脈停止直後に長い心停止があらわれることが多い。徐脈頻脈症候群の場合は抗不整脈薬の投与を慎重に行うべきとされている。ペースメーカー挿入後に頻脈の治療を行うのが一般的である。

#### 徐脈、ブロック
房室ブロック（AVブロック）
房室伝導系の障害でありI〜III度に分類される。心筋梗塞に随伴する場合や加齢による刺激伝導系の障害が原因となる。若年者でもサルコイドーシス以外は明確な原因が特定できない場合が多い。房室ブロックはヒス束を中心に考えてヒス束より上位のAHブロック、ヒス束より下位のHVブロックに分類することもある。HVブロックでは補充収縮が十分に期待できないため、突然死のリスクとなる。徐脈の治療にアトロピンが使われることが多いが、ヒス束より上位のブロックには有効であるがヒス束より下位のブロックには無効な場合が多い。特にMobizII型房室ブロックやIII度房室ブロックではブロックが悪化することも稀にある。また補充収縮や除神経された心臓には効果がない。0.5〜1.0mgを3〜5分かけて静注する場合が多く最大量は0.04mg/kg（通常2mg）である。低用量のアトロピンの使用は中枢性迷走神経刺激作用にて一過性に心拍数を減少させることがある。虚血性心疾患に伴うブロックの場合アトロピンの使用は心筋虚血を悪化させるリスクや心室細動を誘発するリスクもある。イソプロテレノールは殆どの徐脈において心拍数をあげることができるが虚血の悪化、催不整脈のリスクから適応は限られる。
| 分類              | 内容                                                          |
| ----------------- | ------------------------------------------------------------- |
| I度房室ブロック   | 房室伝導時間（PQ時間が0.20秒以上）のみの延長                  |
| II度房室ブロック  | 間欠的な房室伝導時間の延長、MobizII型、Wenckebach型に分かれる |
| III度房室ブロック | 房室伝導が完全に途絶                                          |
| 分類                         | ブロック部位       | ペースメーカーの適応 |
| ---------------------------- | ------------------ | -------------------- |
| I度房室ブロック              | ヒス束上、内、下   | 適応なし             |
| Wenckebach型II度房室ブロック | ヒス束上           | 適応なし             |
| MobizII型II度房室ブロック    | ヒス束内かヒス束下 | しばしば適応あり     |
| III度房室ブロック            | ヒス束上、内、下   | しばしば適応あり     |
I度房室ブロック
房室伝導時間（PQ時間が0.20秒以上）のみの延長し、正常なP-QRS関係は保たれる。
mobitzII型II度房室ブロック
正常なP波は規則的に出現するが、それに続くQRSが間欠的に欠落する。ブロックが生じる前後のPQ時間は一定である。このような心電図異常をしめす場合はHVブロック（HIS束〜心室間のブロック）であることが多く、完全房室ブロックに移行しやすい。この時に出現する補充収縮はQRS幅が0.12秒以上で心拍数が極端に遅い。突然死のリスクがあり無症候性であってもペースメーカーの適応となる。
wenckebach型II度房室ブロック
正常なP波が規則的に出現するがそれに引き続くQRSが間欠的に欠落し、ブロックの直前のPQ時間は直後のPQ時間より長いことで診断される。ヒス束より上位のブロックであるAHブロックであることが多く高度なブロックに進展しても補充調律は0.12秒より小さく、極端な徐脈になりにくい。そのため、無症候性ならば突然死のリスクは低くペースメーカーの適応とならないことが多い。
2対1房室ブロック
P波は一定の間隔で出現するがP波の一つおきにQRSが脱落する。伝導されているPR時間は一定であり通常は正常範囲の長さである。この場合はブロックの部位を推定できない。
高度房室ブロック
P波は一定の間隔で出現するが心室に伝導されないP波が二個以上連続する。
III度房室ブロック
P波とQRSのつながりが全くなく、お互いに無関係に出現するものである。P波もQRSも一定の間隔で出現（PP間隔、RR間隔一定）であろPP間隔よりRR間隔の方が長いことが多い。このQRSは補充収縮によるものであり、QRS幅が短く形が正常に近い場合はブロック部位が房室結節かヒス束内であり心拍数は比較的保たれる場合が多い。QRS幅が広く変形が強い場合は心室由来の補充収縮であり徐脈の傾向が強い。PP間隔がRR間隔より長い場合は洞徐脈に対して補充調律が認められている場合や心室頻拍を疑う。突然死のリスクからペースメーカーの適応となる。
心筋梗塞に伴うブロック
心筋梗塞に伴うブロックの所見は責任血管によって意味が異なる。下壁梗塞、右室梗塞では房室ブロックの頻度が高い。この場合はI度房室ブロック、Wenckebach型房室ブロック、完全房室ブロックという順に進行する場合が多い。Wenckebach型房室ブロックが認められたら、一時ペーシングを行う。下壁梗塞、右室梗塞ではブロックは数日以内で改善する場合が多く、完全房室ブロック、Wenckebach型房室ブロック、I度房室ブロック、正常化という順に改善する。永久ペースメーカーが必要となることは稀である。前壁中隔梗塞で房室ブロックが生じる場合はヒス束から左右の脚が分枝する付近まで広範な梗塞がなければ起こり得ない。この場合は極めて重篤な状態である。原則としてHVブロックでありアトロピンが無効である。そのためイソプロテレノールの静注や一時ペーシングが必要である。改善は期待できず永久ペースメーカーが必要である。同様に前壁中隔梗塞に脚ブロックが生じた場合も今後ブロックが進行する可能性があり、一時ペーシングの準備が必要である。

### 虚血性心疾患の心電図
虚血性心疾患の所見としては ST上昇や異常Q波が特徴的であり、これがどの誘導肢に現れるかで梗塞部位や責任血管部位の診断が行える。もちろんミラーイメージの ST低下も含む。ST上昇を起こす誘導は異常Q波といった特徴的な心電図変化をおこすため虚血部位、責任血管の同定を行う上では非常に有用である。特に心筋梗塞の場合は特徴的な経時的変化が知られている。発症直後はT波の増高が認められる（hyper acute T）。高カリウム血症のT波の増高と異なり左右が非対称であることが多い。6〜12時間経過するとST上昇や異常Q波が出現する。2〜3日経過するとSTが若干下降しだしT波が陰転してくる。1〜4週間経過すると冠性T波という陰性T波と異常Q波が認められる。1年以上経過すると最後まで残るのは異常Q波だけである場合が多い。T波は数か月から数年で陽性T波に戻ることが多いが長年冠性T波のままのこともある。心内膜下梗塞ではST-T変化が出現しにくいこともあり非Q波梗塞の形をとることもあり心筋梗塞の心電図変化は非典型例が多い。生化学所見、リスクファクター。臨床所見も参考にしながら診断を行う。心筋梗塞のごく初期は心電図変化を認めないこともあり心電図変化がなくとも心筋梗塞が否定できないため、疑わしければ繰り返し心電図をとり、心臓超音波検査で壁の異常運動を調べることが重要である。なお、後壁梗塞ではミラーイメージとしてV1誘導、V2誘導のR波の増高が認められ、回転の異常が生じることが知られている。特徴的なST上昇や異常Q波だけでは梗塞部位の診断が難航することがある。
| 障害部位                       | ST上昇誘導                     | ST下降誘導（Reciprocal image） | 責任血管                                                              |
| ------------------------------ | ------------------------------ | ------------------------------ | --------------------------------------------------------------------- |
| 中隔（Septal）                 | V1, V2                         | （-）                          | 左冠動脈前下行枝（LAD）                                               |
| 前壁（Anterior）               | V3, V4                         | （-）                          | 左冠動脈前下行枝（LAD）                                               |
| 前壁中隔（Anteroseptal）       | V1, V2, V3, V4                 | （-）                          | 左冠動脈前下行枝（LAD）                                               |
| 前壁側壁（Anterolateral）      | V3, V4, V5, V6, I, aVL         | II, III, aVF                   | 左冠動脈前下行枝（LAD）、左冠動脈回旋枝（LCX）、左冠動脈主幹部（LMT） |
| 広汎前壁（Extensive anterior） | V1, V2, V3, V4, V5, V6, I, aVL | II, III, aVF                   | 左冠動脈（LCA）                                                       |
| 下壁（Inferior）               | II, III, aVF                   | I, aVL                         | 右冠動脈（RCA）・左冠動脈回旋枝（LCX）                                |
| 側壁（Lateral）                | I, aVL, V5, V6                 | II, III, aVF                   | 左冠動脈回旋枝（LCX）、左冠動脈主幹部（LMT）                          |
| 後壁（Posterior）              | V7, V8, V9                     | V1, V2, V3, V4                 | 後下行枝（PDA）                                                       |
| 右室梗塞（RV）                 | II, III, aVF, V1, V4R          | I, aVL                         | 右冠動脈（RCA）                                                       |

参考となる心筋梗塞の生化学所見を纏める。
|          | WBC   | CK-MB   | ミオグロビン | K       | トロポニンT | ミオシン軽鎖I | AST     | LDH1, 2  | CRP     | ESR      |
| -------- | ----- | ------- | ------------ | ------- | ----------- | ------------- | ------- | -------- | ------- | -------- |
| 上昇時期 | 2〜3h | 2〜3h   | 2〜3h        | 3〜4h   | 3〜4h       | 4〜6h         | 6〜12h  | 12〜24h  | 1〜3day | 2〜3day  |
| 正常化   | 7day  | 3〜7day | 7〜10day     | 3〜7day | 14〜21day   | 7〜14day      | 3〜7day | 8〜14day | 21day   | 5〜6week |

#### 異常Q波
異常Q波とは幅が0.04秒（=1mm）以上、深さがその誘導のR波の25%以上の絶対値を示すものである。気絶心筋の小さな電気活動や壊死心筋が認められる部位に起るため、虚血性心疾患の部位をよく示すとされている。Q波梗塞は貫通性心筋梗塞とされているが必ずしも対応していない。心筋が壊死した場合は異常Q波はよく保存されるが気絶心筋による異常Q波は心電図的に回復する。III, aVL, V1誘導単独の異常Q波は病的な意義がないこともあるため、その他の所見を必ず探すようにする。虚血性心疾患以外に肺高血圧などでも異常Q波は出現することがある。

#### R波増高不良
poor r progression
V1からV3にかけてのr波高さがずっとV1とほとんど変わらないものである。V2、V3誘導にて本来上昇するべきr波が減高していると考えられ前壁中隔梗塞の疑いがある。同様の意義がある所見としてはQSパターンのQRS波である。
reversed r progression
V1, V2, V3と進むにつれr波が正常とは逆に小さくなっていく所見である。80%以上の確率で前壁中隔の心筋梗塞や拡張型心筋症など心筋喪失の病態を示している。
時計方向回転
虚血性心疾患が否定された場合はR波の増高不良は移行帯がV5あたりに移動するのみであるので診断名は時計方向回転となる。

#### 右側胸部誘導
後壁梗塞
通常の12誘導では後壁梗塞に対応する異常Q波やST変化は認められない。ミラーイメージとしてV1〜V3誘導に異常が認められるとされている。発症直後はV1〜V3誘導にST低下が認められ、発症数時間後にR波の増高が認められる。1週間経過するとT波が増高してくる。後壁梗塞は支配血管の関係上、側壁梗塞（I, aVL, V5, V6）や下壁梗塞（II, III, aVF）を合併することが多いため、これらの所見に注目する。右室肥大とは異なり、VATは0.03秒以下でありV5, V6のS波が深くなることもない。
右室梗塞
後下壁梗塞に30%の頻度で合併すると言われている。右冠動脈の支配領域の梗塞であり、右冠動脈が房室結節を栄養するため徐脈や完全房室ブロックの合併が非常に多い。II,III,aVF誘導に加えてV1誘導でST上昇が認められた場合はその存在が疑われ、右胸部誘導が診断に必要となる。右室梗塞の所見としてはV1、V3R〜V6R誘導でのST上昇であるが、特にV4R誘導のST上昇が診断に有効とされている。
反時計方向回転

#### ST変化
労作性狭心症ではST低下が認められ、異型狭心症、心筋梗塞ではST上昇が認められる。ST上昇を起こす疾患としては他にも心室瘤、心外膜炎、急性心筋炎が知られている。またジギタリス効果も有名である。労作性狭心症では心内膜下虚血が多く、異型狭心症は貫通性虚血が多いことが、心電図変化にあらわれていると考えられている。ST上昇の鏡像としてST下降が認められることは多いがST下降の鏡像としてST上昇が認められることは極めて稀である。またST下降によって病変血管を推定するのは極めて困難である。なぜなら、労作で虚血する心筋は殆ど下壁といった末梢領域であるためである。

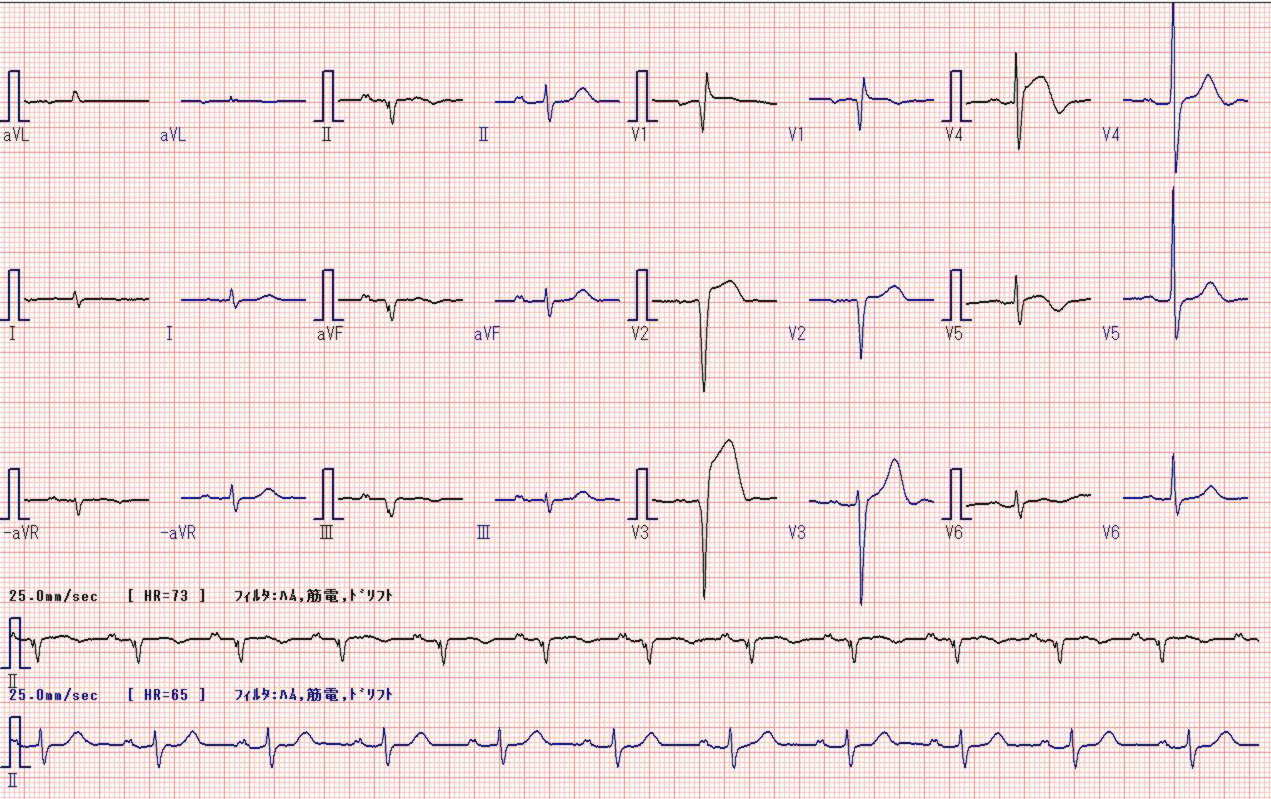
急性心筋梗塞でのV2-V4でのST上昇

労作性狭心症
負荷心電図でST変化をみることが多い。労作に一致したST低下が特徴的である。下降傾斜型（down-sloping type）や水平型（horizonal type）のST低下は虚血性心疾患に特徴的と考えられている。下降傾斜型は特に診断的な意味が強い、逆に心筋虚血と関係が薄いST低下が緩徐上行型（slowly upsloping type）のST低下である。
不安定狭心症
Wellens症候群では、胸痛のない時期に特にV2-V3においてT波の陰転化もしくは二相化がみられる。これはLAD近位部の高度狭窄を意味しており、未治療の場合には75%が1週間以内に前壁梗塞に進展するともされる。
異型狭心症
典型例の発作時はST上昇部とT波が融合した単相曲線型ST上昇（ST部分とT波が融合）を呈する。ST上昇はR波の頂点近くから始まり、QRS幅が増大して見える。ミラーイメージのST低下も認められる。冠動脈のスパズムによって起り、早朝に非常に多い。カルシウム拮抗薬が効果的であり発作時にニトログリセリンが有効であることは労作性狭心症と変わりはない。
ジギタリス効果
盆状ST低下が非常に有名である。しかし盆状ではなくdown-sloping型のST低下を示すことも多い。PQ時間の延長、QT時間の短縮、ST-T変化を示す。この心電図変化は中毒域ではなく有効治療域から認められる。また心電図のみで虚血性心疾患と鑑別するのは不可能である。
心室瘤
梗塞部位で上に凸のST上昇が発症後数週間持続し、典型的な心筋梗塞の心電図変化を示さない時に疑われる。心破裂に至る可能性がある重篤な虚血性心疾患の合併症である。
心膜炎
心外膜炎や心筋炎では自覚症状は感冒、胸痛といったものだが心電図は特徴的である。V1、aVR以外全ての誘導で下に凸なST上昇を示す。ミラーイメージのST低下は認められない。心筋梗塞とは異なり、T波の増高は伴わず、陰性T波出現したとしてもST部分が基線に戻ってから出現する。広範な誘導でPR部分の低下を認め、aVR誘導ではPR部分の上昇を認める。心嚢水が貯留すると低電位を示す。
非特異的ST-T変化
aVR誘導やV1誘導の陰性T波は正常である。それ以外にV2, V3誘導の陰性T波、III誘導の陰性T波、二相性T波、減高したT波といった所見は単独では病的な意義を持たない。また特に有名なのがTa波といわれる所見であり、運動負荷偽陽性の原因となる。これは心房再分極の過程を示していると考えられている。その他脚ブロックなど心室脱分極に異常がある場合も二次的にST-Tが変化することもある。

##### 虚血以外のST変化
ST下降
頻脈、過換気、発熱、Ta波といった正常亜型の他、薬剤、ペースメーカー、電解質異常、PCI後にもST下降は認められる。
ST上昇
早期再分極によるものが最も多い。

#### U波
U波はaVR以外では陽性であることが通常である。陰性U波は前下行枝領域の心筋虚血、著明な左室肥大を示す。心筋虚血の場合はV4〜V6誘導で陰性U波が認められることが多い。陰性U波と二相性T波は鑑別が難しいこともある。

### その他、特徴的な心電図を示す病態

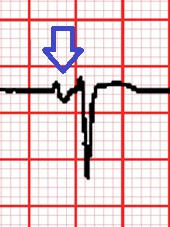
LVH 心電図の例

WPW症候群
QRS波の立ち上がりにおいて、傾斜の緩い立ち上がりが先行しているものをデルタ波と呼ぶ。正常な伝導路とは別の経路が存在していることを示唆し、WPW症候群の代表的な所見である。
ブルガダ症候群
ブルガダ症候群のほか低体温症などでもみられるノッチ上の波をJ波という。Osborn waveともいう。
1938年、低体温症患者のJ波をTomaszewski氏が報告し、1953年にオズボーン氏が実験的低体温症でのJ波を再現した。ブルガダ症候群ではST部によりcoved pattern, saddle back pattern と分類される。
左室肥大（LVH）

左室肥大の所見としては左室高電位、QRS時間の延長、特にVAT（心室興奮時間）が延長する、ST-T変化といったものが知られている。左室高電位のみでは左室肥大とは言わない。肥大が進むと、T波の平坦化、ST下降、T波の陰転化が認められるようになる。これらをストレイン型ST-T変化という。ストレイン型では上に凸のST低下であり、前半がなだらかで後半が急激な左右非対称性の陰性T波となる。I, aVL, V4〜V6誘導に認められることが多い。立位心ではI,aVLではなくII,III,aVF誘導にこれらの変化が認められることがある。
右室肥大（RVH）
右室肥大は肺高血圧症などで認められる所見である。エコノミークラス症候群など肺塞栓症では重症度、治療法を決定するうえでどの程度の肺高血圧があるのかが重要となってくるため、右心肥大の所見は非常に重要である。右軸偏位、肺性P波（P波の高さが25mm以上）、V1〜V3のR波の増高、VATが0.03〜0.05秒、V1〜V3のストレインパターン、I, aVL, V5, V6の深いS波、不完全右脚ブロックといった所見を組み合わせて肺高血圧の程度を予測する。肺塞栓症ではこれらの所見を細かく分析すると80%以上の症例で心電図異常が指摘できるとされている。想定疾患によって正常の範囲が変化する重要な例である。

## 心電図の電気生理学的裏づけ
12誘導心電図を理解するうえでは心電図の基本となる誘導理論のほかにいくつかの電気生理学的な知見が役に立つ。特に理解の助けとなるのはナトリウムチャネル、カリウムチャネル、カルシウムチャネル、イオンポンプ、ギャップジャンクションといった分子の電気生理学的性質に基づいた説明である。

### ナトリウムチャネル
ナトリウムチャネルは固有心筋及び特殊心筋の興奮の伝導を行うのに適した特性を担っている。心筋の活動電位の立ち上がり速度はNaチャネルの開口率によって規定されている。電位依存性のチャネルであり閾値以下の刺激で開口することはなく、閾値以上の刺激に対して機敏に開口し、すばやく不活性化状態となる。その後、心筋が十分な収縮を行えるよう十分な不応期をとる。ナトリウムチャネルは活性化は-55mVで生じ-40mVでは不活性化状態となる。深い静止膜電位を活性化させる能力はあるものの浅い指趾膜電位では活動電位の発生を起こさないという特徴をもつ。Naチャネルの変異としてはQT延長症候群やブルガダ症候群があげられる。

### カルシウムチャネル
カルシウムチャネルはL型のチャネルが心臓では重要な意義を持っている（T型チャネルは洞房結節などでは生理学的な意義がある）。カルシウムチャネルは他のチャネルと異なり、開口率が上昇すると細胞内、細胞外のイオン濃度の変化がおこる。カルシウムイオンは心筋の収縮力を決定する因子であるためにカルシウムチャネルからのイオンの流入は非常に重要である。カルシウムチャネルはナトリウムチャネルと比べて活性化に時間がかかる。脱分極後のプラトー相の形成に重要な役割があると考えられている。また浅い膜電位でも不活性化されないため特殊心筋の自動能の形成で重要な役割がある。一定時間開口すると不活性化し、不応期をつくるのはナトリウムチャネルと同様である。

### カリウムチャネル
カリウムチャネルは非常に多彩な仕事がある。静止膜電位を負に維持する仕事、ナトリウムチャネル、カルシウムチャネルによって活動電位や脱分極が起こったとき、一定の時間で再分極を起こす仕事などがある。これらの役割を行うにあたりカリウムチャネルは複数知られている。電位依存性カリウムチャネル（Kv）と内向き整流型カリウムチャネル（Kir）である。
電位依存性カリウムチャネル
これらによって起こる電流としては一過性外向き電流と遅延整流性カリウム電流が知られている。ともに外向きのカリウム電流と考えられている。一過性外向き電流は脱分極後、内向き電流の過剰を矯正する電流である。遅延整流性カリウム電流はプラトー相形成後、徐々に再分極をおこすための電流である。電位依存性カリウムチャネルは数種類のサブタイプが知られている。
内向き整流型カリウムチャネル
このチャネルは内向きにも外向きにも電流を流しえるが内向きの方により電流を流しやすいという特性をもつ。このチャネルの主要な役割は静止膜電位の維持である。このチャネルが開閉を繰り返すことで一定の静止膜電位が作られている。また-40〜-90mVの間で外向き電流を起こすため膜の再分極にも寄与している。逆に-40mVより浅い膜電位ではこのチャネルによる再分極を期待できず、異常自動能が発生しえる。またこのチャネルは血中のカリウム濃度によって電気的な性質が変化するため、カリウム濃度異常の場合は心電図変化及び不整脈が発生しやすくなる。ATP感受性カリウムチャネル、アセチルコリン感受性カリウムチャネルもこの群に所属している。

### イオンポンプ
心筋のイオンポンプとしてはナトリウムカリウム交換系、ナトリウムカルシウム交換系、ナトリウムプロトン交換系が知られている。ジギタリスはナトリウムカリウム交換系を阻害することで細胞内ナトリウム濃度が増加し、ナトリウムカルシウム交換系の働きにより細胞内カルシウム濃度が増加し陽性変力作用となる。抗不整脈薬の多くはナトリウムチャネルを阻害し、ナトリウムカルシウム交換系の働きが弱くなることで、陰性変力作用が生じると考えられている（但し、ナトリウムチャネルの阻害で細胞内ナトリウム濃度が変化するかという点には反論もある）。

### ギャップジャンクション
コネキシンの量や分布で心筋細胞間の伝導は規定されている。心筋梗塞や心肥大ではコネキシンの分布、量の変化が起こり不整脈の発生の原因となる。また心筋の線維化も不整脈の機序となる。

### ペースメーカー電位の発生
洞房結節では内向き整流性カリウムチャネルが存在しないためか-90mVの静止膜電位に維持ができず、膜電位が変動しやすい状況となっている。-40mVでは電位依存性カルシウムチャネルによる脱分極がおこり、活動電位が発生する。遅延整流カリウムチャネルの働きで再分極も起こるが、内向き整流性カリウムチャネルが存在しないためカリウムの静止膜電位に維持ができず、遅延整流カリウムチャネルが脱活性化することによって-40mVあたりの電位になってしまい、次の興奮が始まってしまう。

## 自律神経検査
心臓副交感神経機能の検査としてCVRRがよく知られている。

### CVRR
健常人では吸気時に心拍数は増加し、呼気時に心拍数が減少する呼吸性不整脈が存在する。迷走神経障害があるとこの呼吸性不整脈の変動が減少することが知られている。CVRRでは15分程度の安静の後、安静時と1分間に6回程度の深呼吸時の心電図を比較する。100心拍程度解析し、RR間隔の平均値をM、標準偏差をSDとしCVRRはSD/M×100で定義する。糖尿病神経症でよく研究されているが神経変性疾患でもCVRRは減少する。
| 対象     | 30歳〜59歳 | 60歳以上 |
| -------- | ---------- | -------- |
| 健常者   | 3.4        | 2.8      |
| 糖尿病者 | 2.2        | 1.7      |

| 対象疾患                 | 平均年齢 | 標本数 | CVRR |
| ------------------------ | -------- | ------ | ---- |
| 健常者                   | 53       | 44     | 2.9  |
| テント上脳血管障害       | 55       | 41     | 2.0  |
| パーキンソン病           | 67       | 57     | 1.8  |
| 脊髄小脳変性症           | 57       | 54     | 1.7  |
| ワレンベルグ症候群       | 60       | 12     | 1.3  |
| シャイ・ドレーガー症候群 | 55       | 8      | 0.9  |